# Emil Străinu
Emil Străinu (n. 30 aprilie 1957, București) este un general de armată în rezervă și fost politician român, președinte al Partidului România Mare în perioada 2015-2016, autor unor cărți de specialitate și specialist în radiolocație. Este membru fondator al Asociației pentru Studiul Fenomenelor Aerospațiale Neidentificate (ASFAN). A publicat numeroase cărți, articole și studii în domeniul cercetării spațiului aerian prin intermediul metodelor radiolocației, arme geofizice, climatologice, fenomenul OZN și a participat la realizarea unui mare număr de emisiuni televizate, fiind scriitor de literatură științifico-fantastică.

## Biografie

### Studii
A absolvit Școala de Ofițeri Activi de Artilerie Antiaeriana și Radiolocație cu specializarea Radiolocație; Academia de Înalte Studii Militare, Facultatea Comandă și Stat Major, Secția Apărare Antiaeriană și Aviație cu specializarea Radiolocație; Academia de Poliție "Alexandru Ioan Cuza"; Facultatea de Științe Juridice; Academia de Radio și Televiziune, specializarea „Realizări de programe de Radio și Televiziune”.
A urmat cursuri de specializare și perfecționare de exercitare a actului comenzii militare în țară și străinătate până la nivel eșalon "Armată de arme întrunite".
Este Doctor în Științe Militare; Doctor Honoris Causa și titlu onorific de "Academician" al Academiei de Înalte Studii din Iași; Doctor Honoris Causa al Academiei de Dacologie.

### Președinte al Partidului România Mare
La Congresul al VI-lea al Partidului România Mare, desfășurat la București, la 31 octombrie 2015, Emil Străinu a fost ales noul președinte al acestei formațiuni politice. Din 31 martie 2016 a renunțat la președinția PRM și la activitatea politică.

### Activitate profesională
Între 1979, anul absolvirii Școlii Militare și 1992 a fost ofițer activ în Ministerul Apărării Naționale.
Din 1992 și pînă la trecerea în rezervă, 2007, a activat ca ofițer activ în cadrul Serviciului de Protecție si Pază.
Între 01.06.2007 și 31.12.2008, Consilier la Parlamentul României pe Probleme de Amenințări Neconvenționale și Asimetrice.
Este specialist recunoscut internațional  în domeniul Războiului Geoclimatic-Geofizic și al Războiului Psihotronic.
Activitate ca realizator de emisiuni radio și de televiziune și activitate publicistică (articole, cărți, eseuri în domeniul tehnico-științific și militar).
Peste 1500 articole publicate între 1990-2014 în peste 50 publicații.
Între anii 2000-2014 a participat la congrese, simpozioane și reuniuni științifice în peste 60 de țări de pe patru continente.
A trecut Cercul Polar de Nord de cinci ori (Alaska, Groenlanda, Insulele Svalbard, la nord de Murmansk și Kamceatka) și Cercul Polar de Sud, pe la Capul Horn, spre Continentul Arctic.
A participat la expediții și călătorii în zone precum: Alaska, Siberia, Tibet, Insula Paștelui, Groenlanda, Islanda, Insulele Svalbard, Himalaya, Lacul Baikal, Kamceatka, Strâmtoarea Bering (Vladivostok - Rusia, Kotzebue - SUA) etc.
A intrat în zone interzise, ca Zona 51, Gakona - HAARP sau zone periculoase precum deșerturile Nevada, Atacama, New Mexico, Arizona, Mojave.
A studiat în biblioteci celebre precum Biblioteca Congresului SUA - Washington, Biblioteca Institutului Smithsonian - Washington, Biblioteca Lenin - Moscova, Biblioteca Muzeului Ermitaj - Sankt Petersburg, Biblioteca lui Dalai Lama, Lhasa, Potala - Tibet, Biblioteca Vaticanului, Biblioteca SIPRI și a Fundației Nobel, Stockholm - Suedia, Biblioteca Institutului UFO din Roswell, New Mexico - SUA, etc.
Între 2010-2014 a obținut, datorită cercetărilor în domeniul Științelor nonconvenționale, 62 de premii internaționale și 32 de medalii, între care 15 de aur și 2 de argint.
A primit numeroase medalii dintre care: Medalia de Aur Nikola Tesla, Medalia de Aur New Time, Medalia de Aur Archimedes, Medalia de Aur Henri Coandă, Medalia Traian Vuia, Medalia de Aur a Asociației Inventatorilor din Asia, Medalia de Aur International World Invention Show 2014, Ordinul Nikita Mihalkov, Medalia de Aur a Oficiului de Stat pentru Invenții și Mărci al Republicii Moldova, Marele Premiu al Salonului de Invenții Nikola Tesla, București 2013, ș.a.m.d.

### Organizații
Este membru fondator ASFAN , ARCEPS , ALIEN HUNTER GROUP, SARM  și colaborează cu UZP , RUFOR, RUFON, FRR, SSM .

## Lucrări publicate
- O.Z.N. Universuri paralele, Editura UMC, 1994, ISBN 973-96343-2-X
- Războiul radioelectronic: România - Decembrie 1989; Kosovo - Iugoslavia 1999, Editura Z 2000, 2004 (co-autor cu Sorin Topor)
- Războiul geofizic, Editura Academiei de Înalte Studii Militare, București, 2003 (teză de doctorat)
- OZN Universuri paralele, Editura UMC, 1994
- Săbiile zeului Marte - războiul radioelectronic, Editura Academiei de Înalte Studii Militare, 1996
- OZN în arhivele militare secrete, (co-autor) Editura  Majadahonda, 1999;
- Men In Black - Poliția extraterestră, Editura Z 2000, 1999;
- Serviciile secrete și fenomenul OZN, Editura Z 2000;
- Războiul geofizic, Editura Phobos, 2006, ISBN 973-7683-10-2
- Fenomenul OZN și serviciile secrete, Editura Solaris Print, București, 2008, ISBN 9789738885318
- OZN - Anchetatorii au viața scurtă, Editura Triumf, București, 2008, ISBN 973-7634-29-2
- Statueta blestemată - teorii și cercetări neconvenționale, Editura Triumf, București, 2008, ISBN 9789737634207
- Cutremurele care vor lovi România - teorii și cercetări neconvenționale, Editura Triumf, București, 2009, ISBN 973-7634-22-1
- Operația Elster. Atentatul terorist de la 11 septembrie 2001 inspirat de un plan  conceput de Hitler în 1943 !?, Brașov, Solaris, 2009, ISBN 978-606-92077-5-8.
- Operațiunea Elster, colecția Armaghedon - vol.2, Editura Solaris Print, București, 2009, ISBN 606-92077-5-8
- Un OZN pentru Hitler, colecția Armaghedon - vol.1, Editura Solaris Print, București, 2009, ISBN 9786069207710
- Fuhrerul și arma finală, colecția Armaghedon - vol.3, Editura Solaris Print, București, 2009, ISBN 9786069207789
- Războiul psihotronic, Editura Solaris Print, București, 2009, ISBN 9789738885332
- Razboiul informatic, Editura Triumf, 2009, ISBN 978-973-7634-29-0

- Parapsihologia si serviciile secrete, Editura Triumf, 2010, ISBN 978-973-7634-32-0, ed I
- cu Ioana Vostinaru, C.I.A. Tentativele de asasinare ale lui Fidel Castro Ruz, Editura Axioma Print, 2016, ISBN 978-606-8206-10-3
- Efectul Dumitrache sau Teoria vibratorie a timpului,  Editura Prestige, 2018, ISBN 9786068863313
- Extraterestrul din lumea duală,  Editura Darclee, 2021, ISBN  9786069010259